# Tendaguripterus
Tendaguripterus es un género extinto de pterosaurio pterodactiloide dsungaripteroide de edad de entre el Kimmeridgiense al Titoniense Jurásico Superior hallado en los Lechos Saurianos de Tendaguru, en la región de Mtwara, Tanzania.
Durante las expediciones paleontológicas alemanas al África Oriental Alemana entre 1909 y 1913, algún material fósil de pterosaurio fue recolectado y reconocido como tal por Hans Reck en 1931. En 1999 David Unwin y Wolf-Dieter Heinrich nombraron un nuevo género para éste. La especie tipo es Tendaguripterus recki. El nombre del género se deriva de Tendaguru y el griego latinizado pteron, "ala". El nombre de la especie honra a Reck.
El género está basado en el holotipo MB.R.1290, una mandíbula con diente (la región sinfiseal, donde ambas mitades de la mandíbula se encuentran y fusionan en un solo elemento). La cima de la parte trasera de la sínfisis es muy cóncava. Los dientes en la sección posterior del fragmento apunta bastante hacia atrás. También son los más largos. Los dientes están situados relativamente apartados en alvéolos con un borde levemente engrosado. En general, este pudo haber sido un pterosaurio pequeño; la longitud craneal se ha estimado en veinte centímetros, y la envergadura en cerca de 100 centímetros. Este espécimen es el primer reporte de material craneal de Tendaguru. Fue primero descrito como un miembro de la familia Germanodactylidae, siendo luego considerado como un dsungaripteroide general (de afinidades inciertas), lo que significa que pudo haberse alimentado de cangrejos y mariscos. Esto fue mayormente motivado por los márgenes elevados de los alvéolos de los dientes. En 2007 Alexander Kellner estableció que su parecido tanto a Germanodactylus como a Dsungaripterus era superficial y que ni siquiera había certeza de que fuera un miembro de los Pterodactyloidea, en vez de ser un pterosaurio más basal. De acuerdo a esto él lo refirió a un nuevo clado indefinido, los Tendaguripteridae, del cual es el único representante.